# Acalocotla
Acalocotla är en ort i Mexiko.   Den ligger i kommunen Chichiquila och delstaten Puebla, i den sydöstra delen av landet, 210 km öster om huvudstaden Mexico City. Acalocotla ligger 2 172 meter över havet och antalet invånare är 561.
Terrängen runt Acalocotla är kuperad åt nordost, men åt sydväst är den bergig. Terrängen runt Acalocotla sluttar österut. Runt Acalocotla är det ganska glesbefolkat, med 36 invånare per kvadratkilometer. Närmaste större samhälle är Huatusco de Chicuellar, 15,4 km öster om Acalocotla. I omgivningarna runt Acalocotla växer huvudsakligen savannskog.